# Lutogemma
Lutogemma is een geslacht van kreeftachtigen uit de klasse van de Malacostraca (hogere kreeftachtigen).

## Soort
- Lutogemma sandybrucei Davie, 2008